# NGC 5351
NGC 5351 је спирална галаксија у сазвежђу Ловачки пси која се налази на NGC листи објеката дубоког неба.
Деклинација објекта је + 37° 54' 54" а ректасцензија 13h 53m 28,0s. Привидна величина (магнитуда) објекта NGC 5351 износи 12,2 а фотографска магнитуда 13,0. Налази се на удаљености од 60,490 милиона парсека од Сунца. NGC 5351 је још познат и под ознакама UGC 8809, MCG 6-31-8, CGCG 191-8, IRAS 13513+3809, CGCG 190-73, KUG 1351+381, PGC 49359.